# بروس د. بروسارد
بروس د. بروسارد (بالإنجليزية: Bruce D. Broussard) هو شخصية أعمال أمريكي، ولد في 1963.